# José Gudiol
José Gudiol i Ricart (ur. 1904 w Vic, zm. 1985 w Barcelonie) – hiszpański historyk sztuki i architekt pochodzący z Katalonii.
Specjalizował się w katalońskim malarstwie romańskim i gotyckim oraz twórczości Francisca Goi, El Greca i Velazqueza. Był pierwszym dyrektorem Instituto Amatller de Arte Hispánico.

## Publikacje
- Pintura e imaginería románicas, 1950
- Pintura gótica, 1955
- Goya, 1970
- Doménikos Theotokópoulos, El Greco, 1541-1614 Barcelona, 1971
- Velázquez, 1973
- Historia de la pintura en Cataluña